# Sorengo
Sorengo es una comuna suiza del cantón del Tesino, situada en el distrito de Lugano, círculo de Vezia. Limita del noroeste al sureste con la ciudad de Lugano, al sur con la comuna de Collina d'Oro, y al suroeste con la de Muzzano.